# Stavros Spyrou
Stavros Spyrou (griechisch Σταύρος Σπύρου; geb. 19. November 2000) ist ein zyprischer Leichtathlet, der sich auf den Mittelstreckenlauf spezialisiert hat.

## Sportliche Laufbahn
Erste Erfahrungen bei internationalen Meisterschaften sammelte Stavros Spyrou im Jahr 2017, als er bei den U18-Weltmeisterschaften in Nairobi mit 2:00,11 min in der ersten Runde im 800-Meter-Lauf ausschied. Im Jahr darauf belegte er bei den U20-Balkan-Meisterschaften in Istanbul in 1:57,09 min den siebten Platz und 2019 gewann er bei den Spielen der kleinen Staaten von Europa (GSSE) in Bar in 1:53,88 min die Bronzemedaille hinter dem Andorraner Pol Moya und Gabriel Dulière aus Monaco. Zudem gewann er in der 4-mal-400-Meter-Staffel in 3:16,46 min die Silbermedaille hinter dem monegassischen Team. Kurz darauf gelangte er bei den Europaspielen in Minsk mit 3:32,61 min auf Rang 24 in der Mixed-Staffel. Anfang Juli gewann er bei den U20-Balkan-Meisterschaften in Cluj-Napoca in 1:53,82 min die Silbermedaille über 800 Meter und 2021 kam er bei den U23-Europameisterschaften in Tallinn mit 1:51,62 min nicht über den Vorlauf hinaus. Im Jahr darauf gelangte er bei den Balkan-Meisterschaften in Craiova mit 1:48,70 min auf Rang vier. 2023 belegte er bei den GSSE in Marsa in 1:51,13 min den vierten Platz über 800 Meter und gewann mit der Staffel in 3:12,64 min die Silbermedaille hinter dem monegassischen Team. Im Juni wurde er bei der 2. Liga der Team-Europameisterschaft im Rahmen der Europaspiele in Chorzów in 1:49,30 min Sechster und gelangte mit der Mixed-Staffel mit 3:26,00 min auf den fünften Platz im B-Finale. Im August schied er dann bei den World University Games in Chengdu mit 1:54,36 min im Halbfinale über 800 Meter aus. Im Jahr darauf gelangte er bei den Balkan-Meisterschaften in Izmir mit 1:51,13 min auf Rang zwölf über 800 Meter.
In den Jahren von 2018 bis 2021 sowie 2023 wurde Spyrou zyprischer Meister im 800-Meter-Lauf sowie 2019 und 2023 auch über 400 Meter und 2023 in der 4-mal-400-Meter-Staffel.

## Persönliche Bestleistungen
- 400 Meter: 47,58 s, 8. Juli 2023 in Nikosia
  - 400 Meter (Halle): 49,64 s, 26. Januar 2019 in Wien
- 600 Meter: 1:18,22 min, 25. März 2023 in Nikosia (nationale Bestleistung)
- 800 Meter: 1:47,57 min, 29. Mai 2021 in Oordegem
  - 800 Meter (Halle): 1:50,72 min, 4. Februar 2023 in Gent